# Diocèse de Huaraz
Le diocèse de Huaraz (en latin : Dioecesis Huarazensis ; en espagnol : Diócesis de Huaraz) est un diocèse de l'Église catholique du Pérou suffragant de l'archidiocèse de Trujillo. 

## Territoire
Le diocèse comprend cinq provinces de la région d'Ancash : Aija, Bolognesi, Carhuaz, Ocros et Recuay, ainsi que des portions des provinces de Huaraz, Huaylas et Yungay. Les autres provinces de ce département sont gérées par les diocèses de Chimbote et Huarí.
Il a un territoire d'une superficie de 13 819 km divisé en 35 paroisses. Le siège épiscopal est dans la ville de Huaraz où se trouve la cathédrale Saint-Sébastien.

## Histoire
Le diocèse est érigé le 15 mai 1899 par la bulle Catholicae ecclesiae du pape Léon XIII recevant son territoire de l'archidiocèse de Lima, dont il est à l'origine suffragant.
Au XXe siècle, il cède du territoire à plusieurs reprises pour la création de nouveaux diocèses. Le 15 mai 1958 pour le diocèse de Huachoet de la prélature territoriale de Huarí (aujourd'hui diocèse de Huarí) et le 26 novembre 1962 pour la prélature territoriale de Chimbote (aujourd'hui diocèse de Chimbote). 
Par la constitution apostolique Apostolicum officii du 30 juin 1966 émise par le pape Jean-Paul II, il intègre la province ecclésiastique de Trujillo.
Le 22 mars 1983, par le décret Spirituali Christi fidelium de la congrégation des évêques, il cède encore à la prélature territoriale de Chimbote les districts de Huarmey, Pamparomas, Quillo, Cochabamba, Colcabamba, Huanchay, Pampas et Pariacoto.

## Évêques
- Mariano Holguín y Maldonado, O.F.M (2 juillet 1904 - 30 mai 1906) nommé évêque d'Arequipa
- Pedro Pascual Francesco Farfán (5 mars 1907 - 19 avril 1918) nommé évêque de Cuzco
- Domingo Juan Vargas, O.P (26 août 1920 - 1er août 1936)
  - Sede vacante (1936-1940)
- Mariano Jacinto Valdivia y Ortiz (15 décembre 1940 - 17 décembre 1956) nommé évêque de Huancayo
- Teodosio Moreno Quintana (17 décembre 1956 - 21 septembre 1971)
- Fernando Vargas Ruiz de Somocurcio, S.J (21 septembre 1971 - 18 janvier 1978) nommé archevêque de Piura
- Emilio Vallebuona Merea, S.D.B (18 janvier 1978 - 30 août 1985) nommé archevêque de Huancayo
- José Ramón Gurruchaga Ezama, S.D.B (3 janvier 1987 - 14 décembre 1996) nommé évêque de Lurín
  - José Eduardo Velásquez Tarazona (janvier 1997 - 14 décembre 1999), administrateur apostolique
- Ivo Baldi Gaburri (14 décembre 1999 - 4 février 2004) nommé prélat de Huarí
- José Eduardo Velásquez Tarazona (4 février 2004 - 17 septembre 2024)
- José Antonio Alarcón Gómez, O.F.M. Cap., depuis le 17 septembre 2024